# Belison
Belison è una municipalità di quinta classe delle Filippine, situata nella Provincia di Antique, nella Regione del Visayas Occidentale.
Belison è formata da 11 baranggay:
- Borocboroc
- Buenavista
- Concepcion
- Delima
- Ipil
- Maradiona
- Mojon
- Poblacion
- Rombang
- Salvacion
- Sinaja